# Країна мрії II (Цілком таємно)
Країна мрії (Dreamland) — 4-й і 5-й епізоди шостого сезону серіалу «Цілком таємно». Епізоди не належать до «міфології серіалу» — це «монстри тижня». Прем'єра в мережі «Фокс» відбулася 29 листопада і 6 грудня 1998 року.

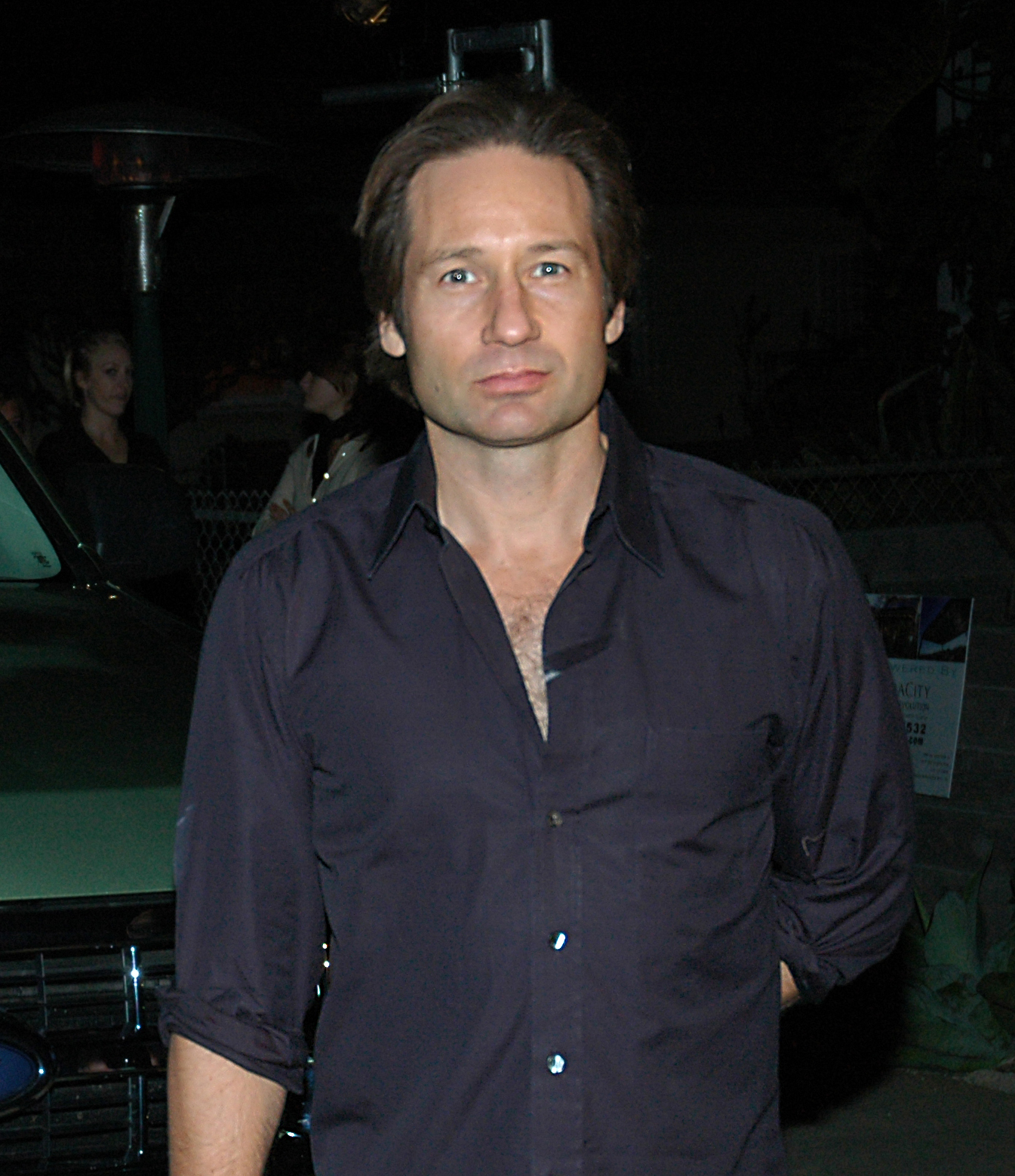

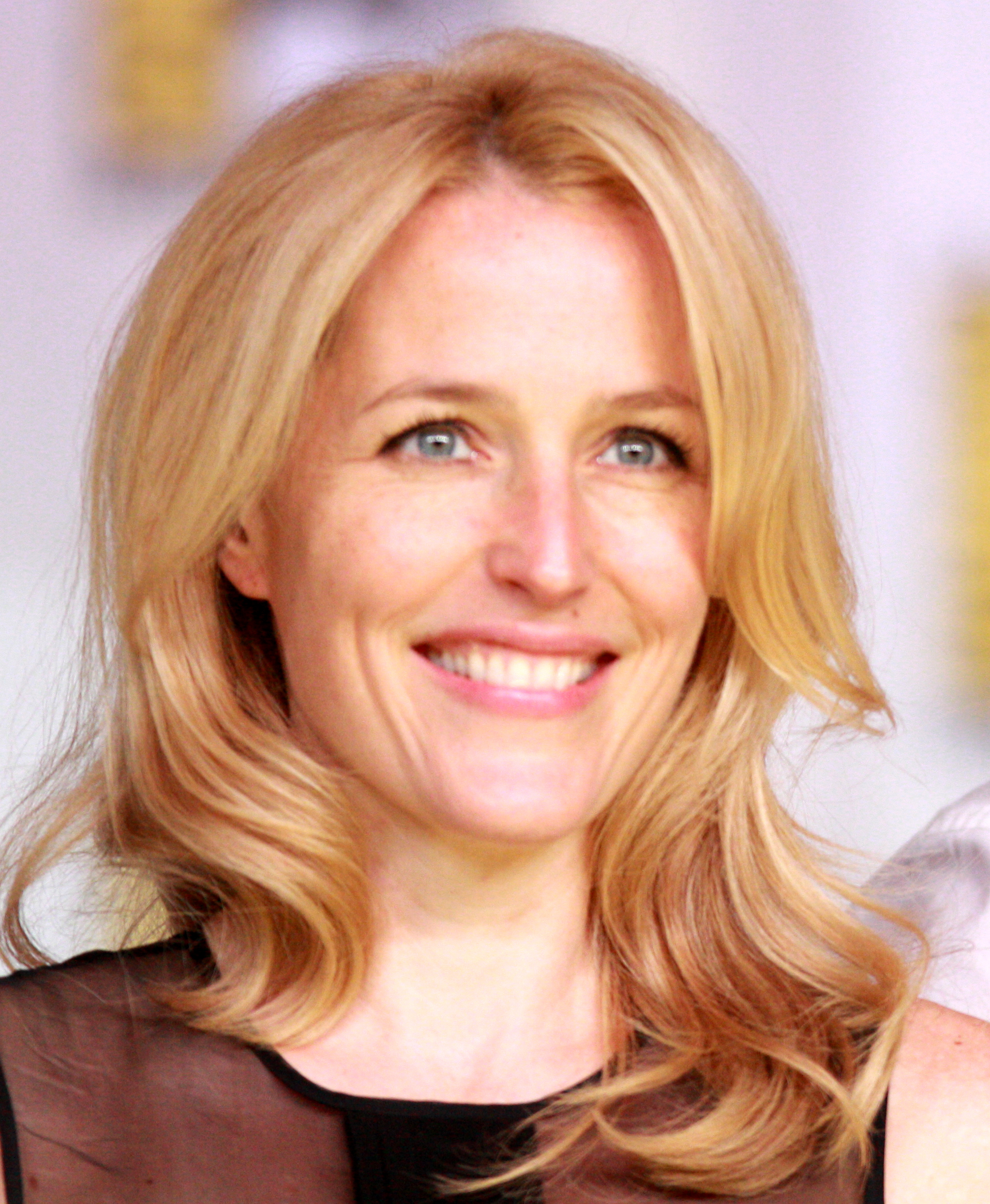

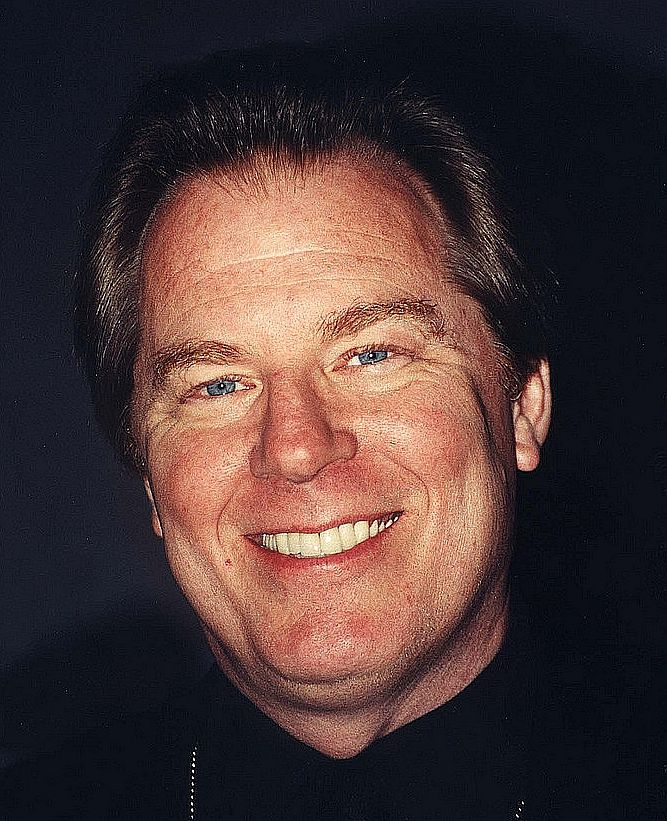

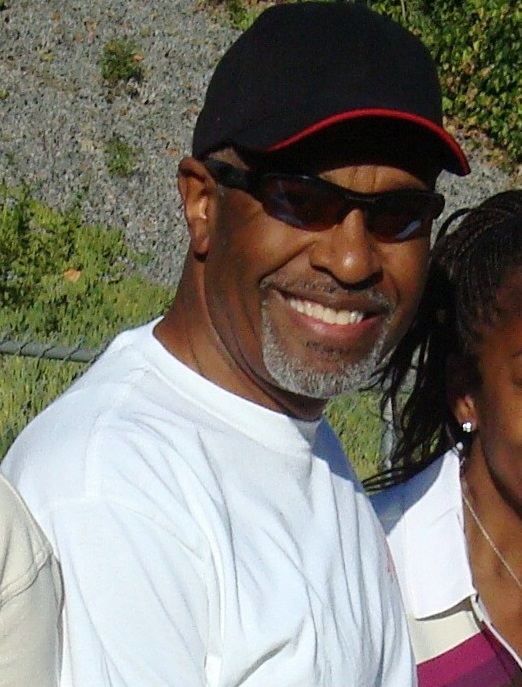

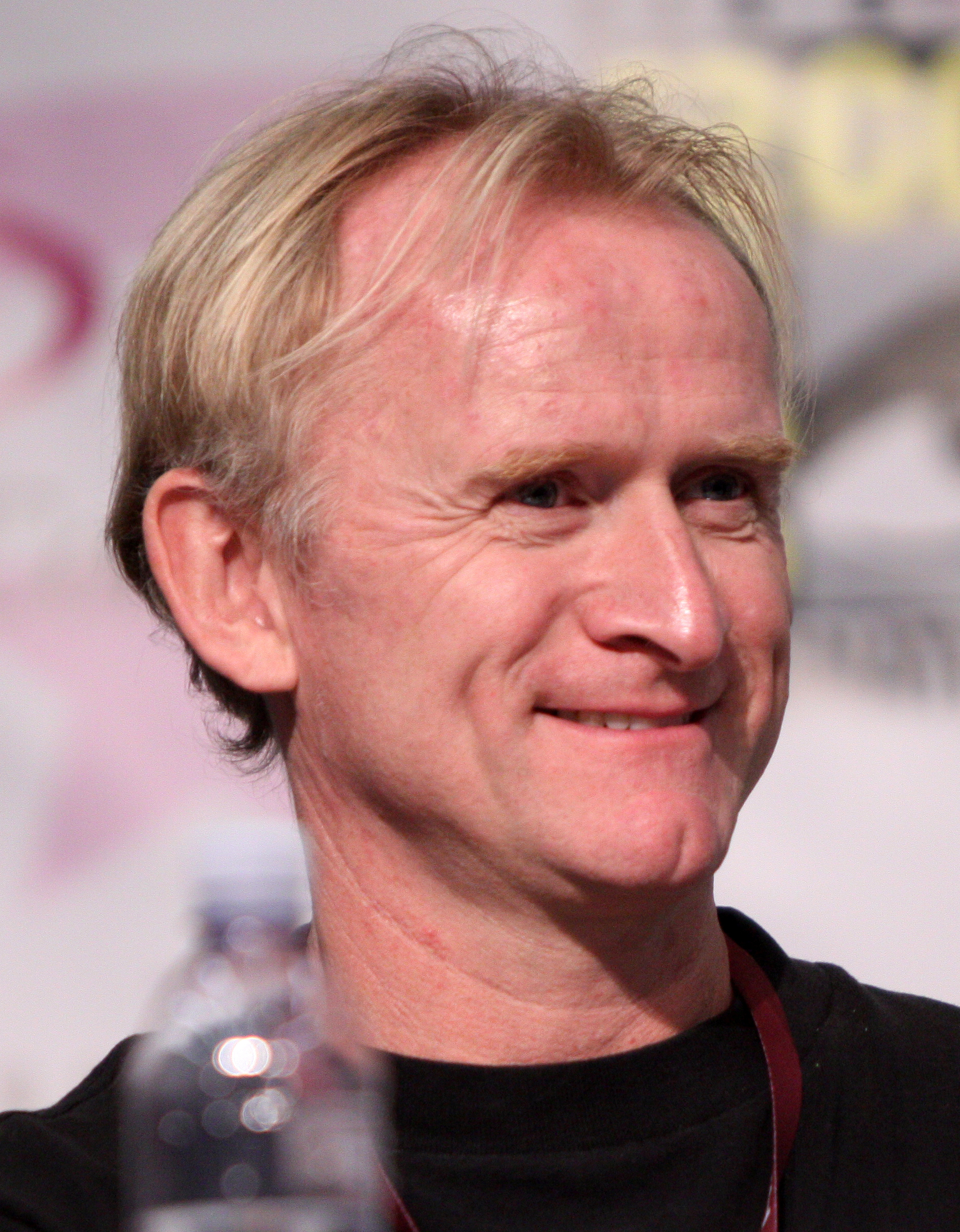

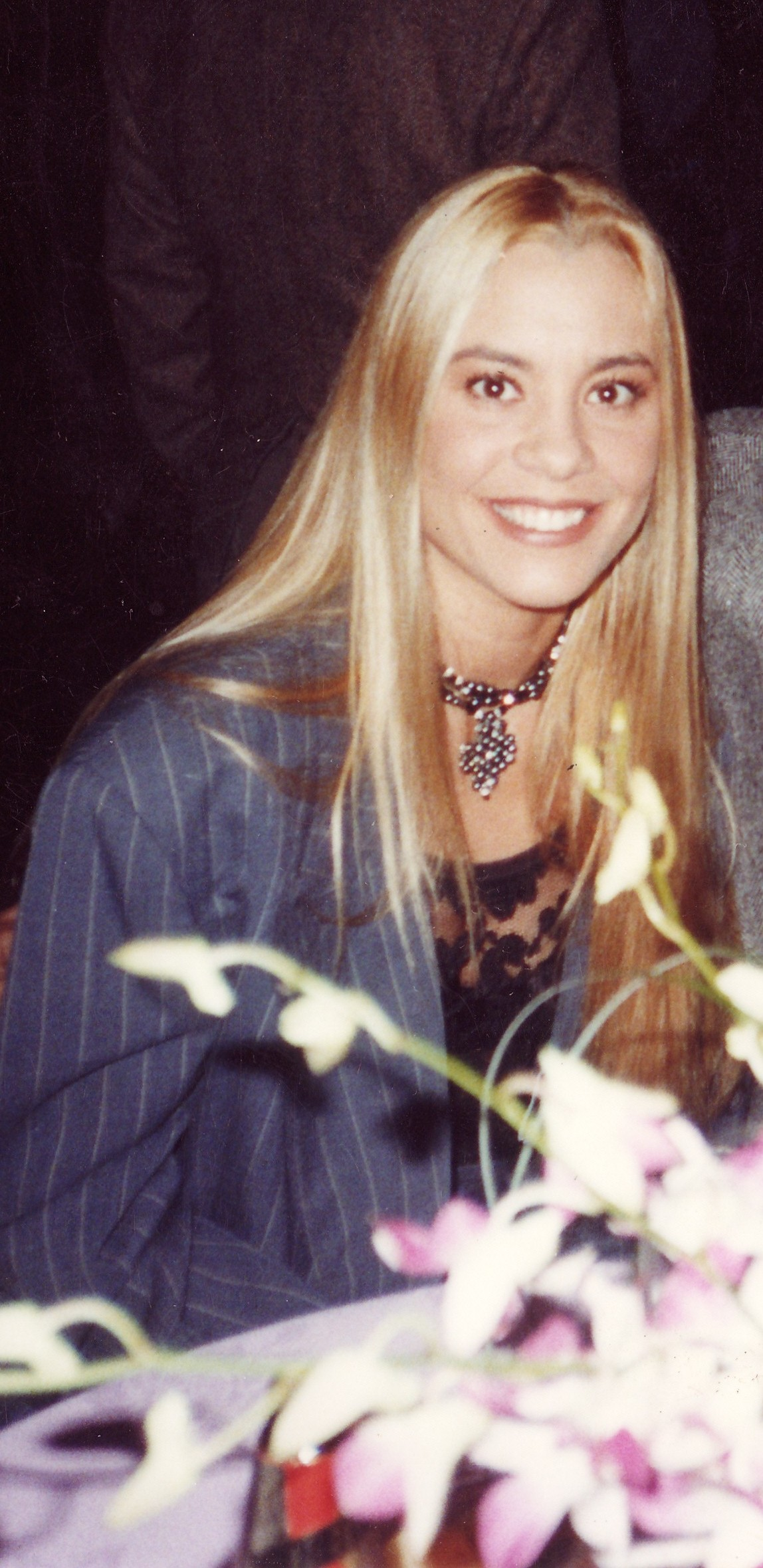

## Зміст
Ліричний відступ про дитинство Фокса Малдера і як він прийшов до праці в ФБР. Який промовляє подумки Флетчер в тілі Малдера і переглядаючи матеріали Фокса.
Коли Малдера — у тілі Флетчера — відтягують солдати, Скаллі починає сумніватися, чи було правдою те, що Фокс сказав їй про заміну тіла. Флетчер — у тілі Малдера — підходить до Дейни і просить вибачення за сказане Кершу, і вона вдає, що це сприймає. Малдера в кайданках заводять до буцегарні і розміщають в камері навпроти Лани Чі. Керш усуває Скаллі на 2 тижеі від роботи. Після догани Флетчер домовляється про вечерю зі Скаллі в квартирі Малдера.
Тим часом Малдер ув'язнений у камері поруч із зміненою Ланою Чі — ця індіанська жінка курить одну цигарку за другою і розвопвідає про свої польоти на літаках ВПС США. Прибуває військова поліція, яка везе Малдера на зустріч із генералом Вегманом, Гродіном та Смоуджем. Вони вважають, що Малдер-як-Флетчер намагався обдурити ФБР, не допомогти їм — він ніби замінив «чорний ящик». Малдер блефує через зустріч і стверджує, що справжні докази в безпеці і що він не розповідав їм про схему — оскільки не знав, чи може довіряти своїм колегам, вважаючи, що хтось із них може бути джерелом витоку. Тим часом Флетчер-Малднр готується до вечері зі Скаллі.
Малдер повертається до будинку Флетчера і каже Джоанні Флетчер, що він — агент Фокс Малдер, але Джоанн вважає, що її чоловік переживає кризу середнього віку.
У квартирі Малдера Скаллі пропонує Флетчеру ніби в часі обовних ігор надягти наручники і оголошує, що через дивну поведінку Фокса вона зрозуміла — в його тілі міститься Морріс Флетчер. Скаллі вимагає знати, як повернути Малдера до власного тіла. Флетчер скаржиться на свою родину і життя. Інформатор Малдера знову телефонує, і Скаллі змушує Флетчера прийняти дзвінок та домовитись про зустріч. Малдер, Джоан, Флетчер та Скаллі в один час прибувають до бару у Рейчелі (штат Невада), де інформатором Малдера виявляється генерал Вегман. Вегман зізнається, що він саботував НЛО, але стверджує, що намагався лише відключити модуль стелс, аби Малдер міг його побачити. Тим часом Малдер-Флетчер знаходить машину Дейни і вони намагаються придумати як вийти із становища. Вегман дає Флетчеру, який, на його думку, Малдер, доказ зустрічі — реєстратор польотних даних (чорну скриньку) у паперовому мішку. А Малдер сидить і розмовляє зі Скаллі в машині. Джоанну знаходять співробітник чоловіка і розпитують про Морріса. Малдер і Флетчер зустрічаються у ванній кімнаті бару та сперечаються про реєстратор польотних даних. Поки вони сперечаються, генерал Вегман заходить у ванну і виявляє обидвох. Генерал намагається затримати «зрадника» — але в паперовому пакеті не «чорна скринька» а пиво. Дейна від'їздить з Флетчером і «чорною скринькою».
Агенти прибувають до Самотніх стрільців — вони мають дешифрувати записи «чорної скриньки». По вигляду «чорної скриньки» Самотні стрільці встановлюють — це SR-71 «Аврора». Флетчер оповідає як «вселився» в Малдера — Самотні стрільці беруть його на кпини. І Флетчер-Малдер відповідає їхньою ж монетою — починає їм розповідати небилиці, добре присмачені правдою.
Малдер-Флетчер приходить до Вегмана. Вегман вважає, що тепер, коли Флетчер знає особу Вегмана, після відновлення його у власному тілі Флетчер «здасть» його. Вегман пояснює, що він сподівався — Малдер може пояснити, чи існують інопланетяни насправді.
Біля «зони-51» три шукачі НЛО зупиняються біля поштової скриньки. Один розмірковує про прибульців — а другий хлопець з дівчиною цілуються. Відчувається якийсь шум — і над «розмірковувачем» проходить якась хвиля — як перед тим над Малдером. Він в захваті обертається до напарників — а їх «склеїло» в поцілунку.
Скаллі з сумом говорить Малдеру, що не думає, що його та Флетчера можна повернути до власних тіл. Машину із працівниками «бази-51» зупиняє «розмірковувач» і благає про допомогу. Однак викривлення, спричинене НЛО, починає відштовхуватися і відновлювати природний порядок Всесвіту — парочка вже поокремо. Дейна і не-Малдер проїздять мимо спаленої заправки — а вона ніби й не горіла і зовні виходить живісінький працівник — і він нічого не знає про пожежу. Гродін, розуміючи, що все буде виправлено природним шляхом, збирає разом Лану Чи та пілота. Скаллі та Флетчер приїжджають додому до Флетчера і бачать Малдера, що стоїть біля вантажівки, що завантажується речами Морріса. Джоан Флетчер зневажає Малдера з приводу Скаллі, але Фокс наполягає — вони з Флетчером помінялися місцями. Флетчер йде допомогти Джоанні перенести стілець і зізнається, що Малдер говорить правду. Він розповідає їй достатньо з їхнього минулого, щоб переконати її, що він Морріс Флетчер.
Джефф Смоуд та група військ з'являються у будинку Флетчера і затримують Малдера, Флетчера, Скаллі та реєстратор польотних даних у своєму автомобілі. Гродін пояснює, що він все відновлює, і що він здійснив «обмін душ» між пілотом і старою жінкою хопі. Деформація проходить над ними, і останні дні переписуються. Малдер і Флетчер відновлюються у власних тілах та повертаються до того моменту, коли військовики Флетчера витягли їх на шосе. Цього разу жоден корабель не проходить над головою, і Малдер зі Скаллі безперешкодно виїжджають.
Після того, як Малдер і Скаллі покидають шосе поблизу зони 51, Скаллі дзвонить із штаб-квартири ФБР і повідомляє Малдеру, що вони уникли догани директора Керша за поїздку до Невади. Скаллі відкриває шухляду свого робочого столу, щоб помістити всередину файл, і знаходить у шухляді вплавлені одна в одну перпендикулярно копійки, які були злиті в часі вибуху на АЗС — ніби сам час вказує, що, хоча деякі речі змінилися, не все має зникнути. Малдер заходить у свою квартиру і виявляє, що Морріс Флетчер повністю реорганізував і прибрав свою квартиру. І Малдер, і Скаллі лишаються ламати голову над згадуванням подій.

## Показ і відгуки
Серія вийшла в ефір у США 6 грудня 1998 року. Друга частина отримала оцінку 10 із часткою 15. Його переглянули 17,01 мільйона людей.ефірі у Великій Британії та Ірландії на «Sky One» в ефір 4 квітня 1999; друга частина отримала 0,88 млн глядачів і стала другим за переглядом епізодом цього тижня після епізоду «Друзі»
Пола Вітаріс з «Cinefantastique» у своєму огляді для другої частини назвала епізод «чисто нелогічним», хоча вона зазначила, що він містив «незначне задоволення», вказуючи на сцену, коли Скаллі ловить Флетчера, надягаючи йому наручники.
Емілі Вандерверф із «The A.V. Club», надала другій половині епізоду B– і написала: "В основному я не маю нічого додати до того, що Зак сказав про першу «Країну мрій» минулого тижня. «Країна мрій II» — це досить непотрібна година телевізійної передачі, і немає причин чому б цей двосторонній логістичний міст не міг би стати набагато жорсткішим одногодинним епізодом ". Кессеніч, однак, зазначав, що друга частина «відчувала себе натягнутою». письменниця «Den of Geek» Джульєтта Гарріссон побачила епізод у більш позитивному світлі і сказала: «Шостий сезон включав ще кілька чудових епізодів, лише периферійно пов'язаних з головною лінією історії, [таких як] Частина перша і друга» Країни мрій ". Керрі Фолл із «DVD Journal» позитивно написала про ці епізоди та описала їх разом із «одним із найкращих епізодів за останні роки». Гарет Вігмор із TV Zone дав першій частині епізоду рейтинг 8 із 10 і висвітлив «сильний розповідь історії, розумний діалог та хорошу акторську гру». Дюк Крессі з DVD Talk дійшов висновку, що обидві та перша частина «Країни мрій» були однією з «головних подій шостого сезону». назвав «Країна мрій» четвертим найсмішнішим епізодом серіалу.

## Знімалися
| Актор                  | Роль                    |
| ---------------------- | ----------------------- |
| Девід Духовни          | Фокс Малдер             |
| Джилліан Андерсон      | Дейна Скаллі            |
| Майкл Маккін           | Морріс Флетчер          |
| Нора Данн              | Джоанна Флетчер         |
| Джеймс Пікенс-молодший | Елвін Керш              |
| Майкл Сільвер          | Говард Гродін           |
| Том Брейдвуд           | Мелвін Фрогікі          |
| Дін Гаглунд            | Річард Ленглі           |
| Брюс Гарвуд            | Джон Фіцджеральд Байєрс |
| Ліза Джоанн Томпсон    | Келлі                   |
| Джон Магон             | Вегман                  |
| Кріс Уфланд            | Сем                     |